# Пуди
Пуди́ (фр. Poudis, окс. Podiç) — коммуна во Франции, находится в регионе Юг — Пиренеи. Департамент — Тарн. Входит в состав кантона Пастель. Округ коммуны — Кастр.
Код INSEE коммуны — 81210.

## География
Коммуна расположена приблизительно в 600 км к югу от Парижа, в 45 км восточнее Тулузы, в 50 км к югу от Альби.
По территории коммуны протекает река Сор.

## Климат
Климат умеренно-океанический. Зима мягкая и дождливая, лето жаркое с частыми грозами. Ветры довольно редки.

## Население
Население коммуны на 2010 год составляло 222 человека.
| 1962 | 1968 | 1975 | 1982 | 1990 | 1999 | 2010 |
| ---- | ---- | ---- | ---- | ---- | ---- | ---- |
| 185  | 134  | 124  | 166  | 181  | 198  | 222  |

## Администрация
| Период | Период | Фамилия        | Партия | Примечания |
| ------ | ------ | -------------- | ------ | ---------- |
| 2001   | 2008   | Пьер Лааль     |        |            |
| 2008   | 2020   | Вероник Урльяк |        |            |

## Экономика
В 2007 году среди 137 человек в трудоспособном возрасте (15—64 лет) 103 были экономически активными, 34 — неактивными (показатель активности — 75,2 %, в 1999 году было 67,7 %). Из 103 активных работали 91 человек (51 мужчина и 40 женщин), безработных было 12 (4 мужчины и 8 женщин). Среди 34 неактивных 8 человек были учениками или студентами, 15 — пенсионерами, 11 были неактивными по другим причинам.